# En el camino, de cuando en cuando, vislumbré breves momentos de belleza
«En el camino, de cuando en cuando, vislumbré breves momentos de belleza» es una película documental experimental estrenada en el año 2000. Su director, guionista y productor es el artista lituano Jonas Mekas. Se estrenó el 4 de noviembre en el Festival de Cine de Londres. Se trata de una compilación de los diferentes vídeos caseros filmados por Jonas Mekas a lo largo de su vida. Con casi cinco horas de duración, es una de las películas más largas de la historia.

## Sinopsis
Jonas Mekas recrea su propia vida montando diferentes cintas caseras rodadas en un período de 30 años. Entre los acontecimientos que ocurren en la película, el espectador puede ver desde cumpleaños o picnics hasta hitos personales como los primeros pasos de sus hijos. A lo largo del filme, el mismo Mekas aporta su visión e ideas respecto a lo que se ve.

## Recepción
Tanto la crítica experta como el público se han mostrado mayormente positivos. Los usuarios de Allmovie la votaron con 3 de 5 estrellas. En otras plataformas digitales como FilmAffinity o Letterboxd tiene un 8'2 de 10 y un 4'5 de 5 estrellas, respectivamente. El New York Times comentó que la película era la home movie más épica jamás hecha, y sentenció que "Mekas proporciona la mayor de las inmersiones en su propia vida de todas las que ha dejado a nadie durante toda la carrera que lleva construyendo hasta la fecha." The Village Voice la considera como una película intrínsecamente feliz. Jonas Mekas interpreta esto con una aguda ironía, definiéndola como un filme en el que "nadie jamás discute o se pelea y las personas solo se aman."